# Brian T. Delaney
Brian Thomas Delaney (Philadelphia, 17. studenog, 1976.), američki je glumac.

## Vanjske poveznice
- Brian T. Delaney na IMDB-u